# Joseph Bonomi l'Ancien
Joseph Bonomi l'Ancien, est architecte et dessinateur italien né Giuseppe Bonomi à Rome le 19 janvier 1739, et mort à Londres le 9 mars 1808  qui a fait la majeure partie de sa carrière en Angleterre où il est devenu un concepteur de maisons de campagne.

## Biographie
Il a été élève au Collegio Romano, puis a étudié l' architecture avec Girolamo Teodoli.
Il a commencé à établir sa réputation à Rome avant de déménager à Londres en 1767 à l'invitation de Robert Adam et son frère, James Adam, qui l' a employé comme dessinateur à partir de 1768. Dans ses premières années en Angleterre Bonomi a également travaillé comme un assistant de Thomas Leverton.
Il est devenu un ami proche du peintre Angelica Kauffmann, dont il a épousé en 1775 sa cousine, Rosa Florini. L'année suivante il a proposé un projet pour une sacristie pour basilique Saint-Pierre de Rome, ce qui pourrait indiquer qu'il a visité sa ville natale à cette époque. En 1783, Angelica Kauffman a persuadé Joseph Bonomi de revenir à Rome, où elle vivait maintenant. Il y a amené sa femme et ses enfants avec lui. Mais l'année suivante, la famille retourne à Londres, où Bonomi devait rester en fonction pour le reste de sa vie.
Les premiers bâtiments de Joseph Bonomi réalisés comme architecte indépendant datent de 1784. Il est ensuite devenu rapidement un concepteur de maisons de campagne.
En 1789, il a été élu membre associé de la Royal Academy of Arts, et y a alors constamment exposé des dessins d'architecture. Joshua Reynolds, président de l'Académie, avait souhaité que Joseph Bonomi soit un membre de Académicie, le considérant comme un candidat approprié pour le fauteuil vacant de perspective. Cependant la majorité des académiciens ayant été opposés à cette suggestion, et Bonomi est seulement devenu un membre associé, et grâce à la voix prépondérante du président. Reynolds a démissionné de sa présidence en signe de protestation, mais il fut bientôt réélu.
En 1804 , il est nommé architecte de la fabrique de la basilique Saint-Pierre de Rome, apparemment comme un poste honorifique.
Il est mort à Londres le 9 mars 1808, âgé de 69 ans, et a été enterré dans le cimetière de Marylebone.

## Famille
Il a épousé Rosa Florini en 1775 dont il a eu :
- Ignatius Bonomi (1787-1870)[1], a été aussi un architecte,
- Joseph Bonomi (1796-1878), a été un éminent sculpteur, artiste et égyptologue.

## Son style d'architecture
Dans un document lu à l'Institut royal des architectes britanniques en 1869, Wyatt Papworth résume l'approche de Joseph Bonomi:
Le style adopté par lui était celui de l'architecture romaine italienne ou modernisée ; et il a cherché à obtenir l'effet caractéristique approprié à l'objet de sa conception, plutôt par de justes proportions et de bons détails que par l'ornementation non nécessaire et la petitesse des pièces, montrant ainsi sa préférence pour l'« Architecturesque » sur le « Pittoresque ».
Il a choisi de donner une approche audacieuse à l'architecture classique, et était prêt à rompre ses règles acceptées, par exemple, en omettant la frise d'entablement, ou de soutenir un portique sur un nombre impair de colonnes. Son innovation préférée était de donner au portique principal d'une maison une profondeur suffisante pour former une porte cochère servant d'abri pour les voitures.

## Quelques œuvres
- Dale Park, Madehurst, Sussex (1784). Démolie en 1959.
- Mausolée pyramidal dans le parc de Blickling Hall réalisé en 1797.
- Longford Hall (1794-97), dans le village de Longford, près de Newport (Shropshire).
- Lambton Castle, à Chester-le-Street, comté de Durham, construit par Joseph Bonomi puis son fils Ignatius[2]
- Barrells Hall, près de Henley-in-Arden, Warwickshire.
- Salon et escalier de Piercefield House, près de Chepstow, Monmouthshire.
- Église Saint-Jacques, Great Packington, Warwickshire (1789–92), construite pour le 4e comte d'Aylesford
- Église de Notre-Dame de l'Assomption et de Saint-Grégoire, à Warwick street, Westminster.
- Laverstoke House, Laverstoke, Hampshire
- Roseneath House, Dunbartonshire, pour le duc d'Argyll (1803). Démolie en 1961.
- Remodelage de Stansted Park, Sussex (avec James Wyatt).

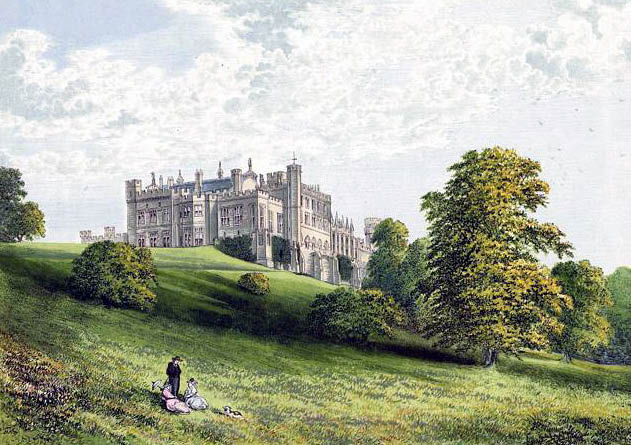
Lambton Castle, à Chester-le-Street, comté de Durham
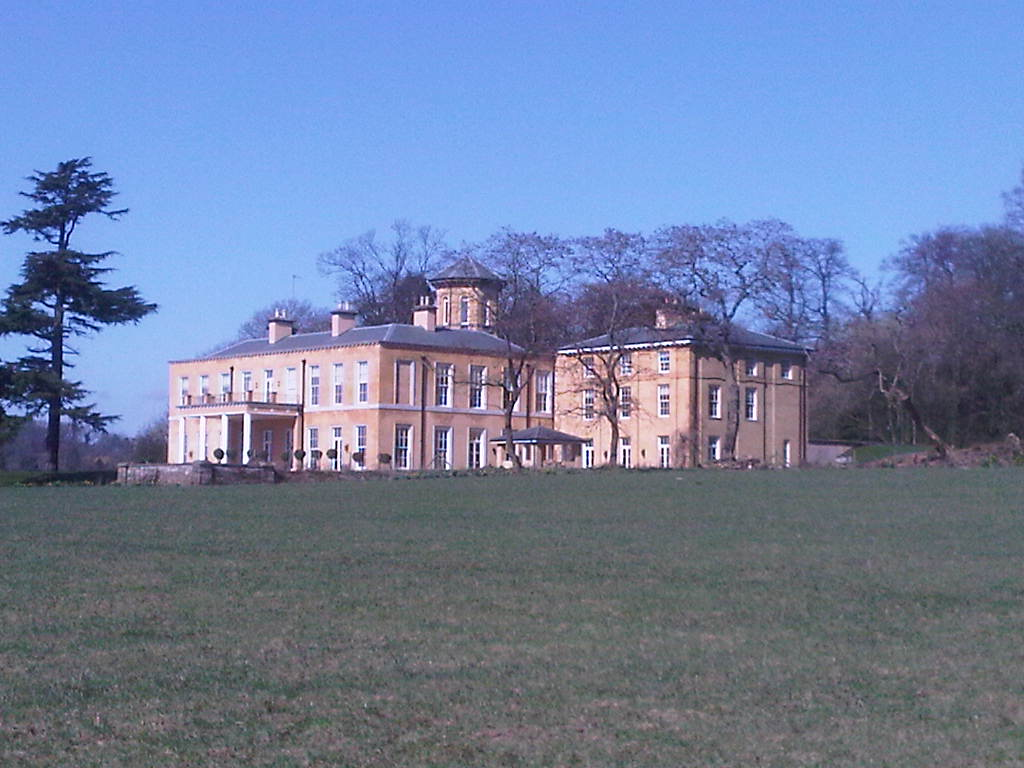
Barrells Hall, près de Henley-in-Arden, Warwickshire
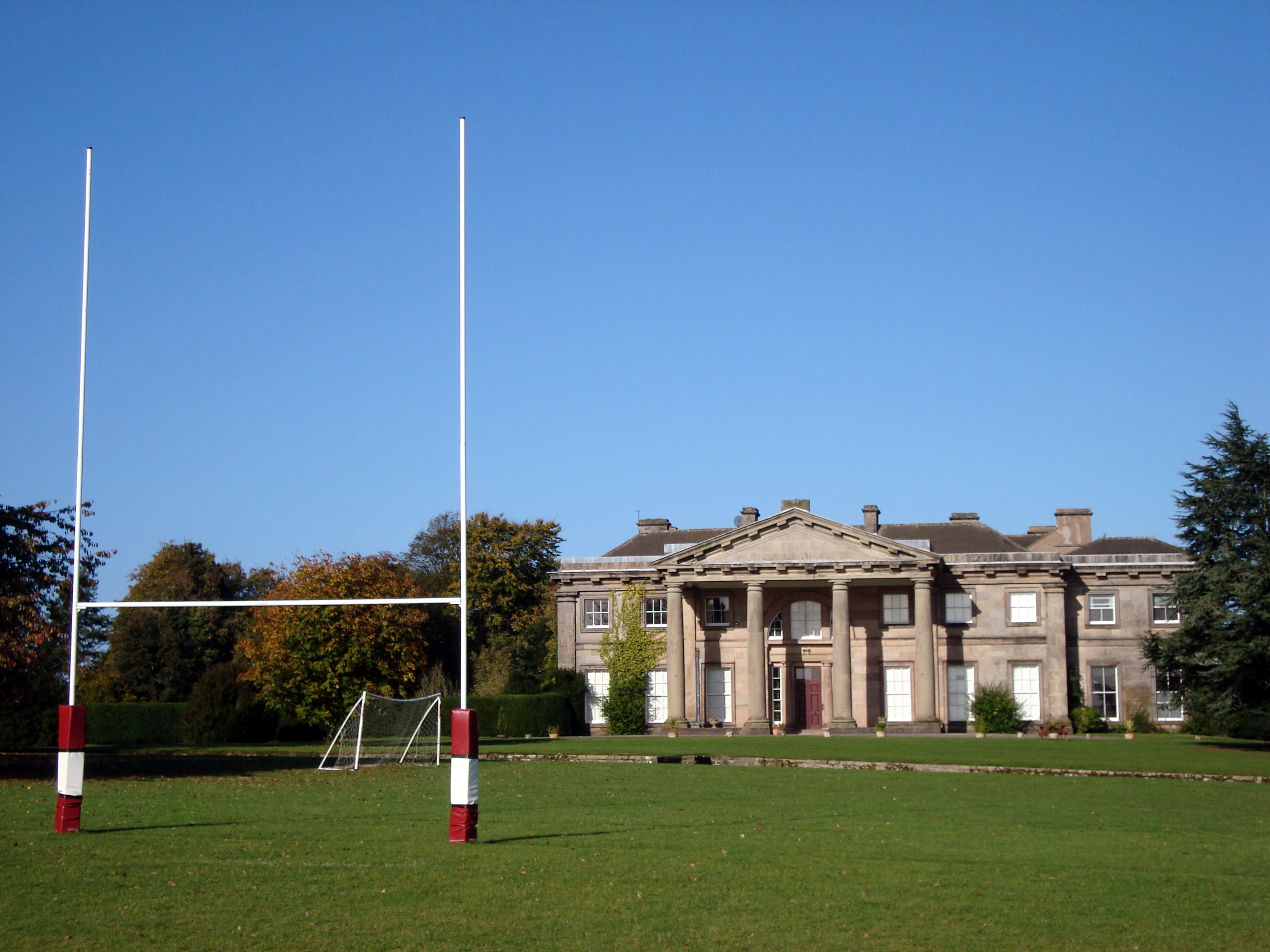
Longford Hall
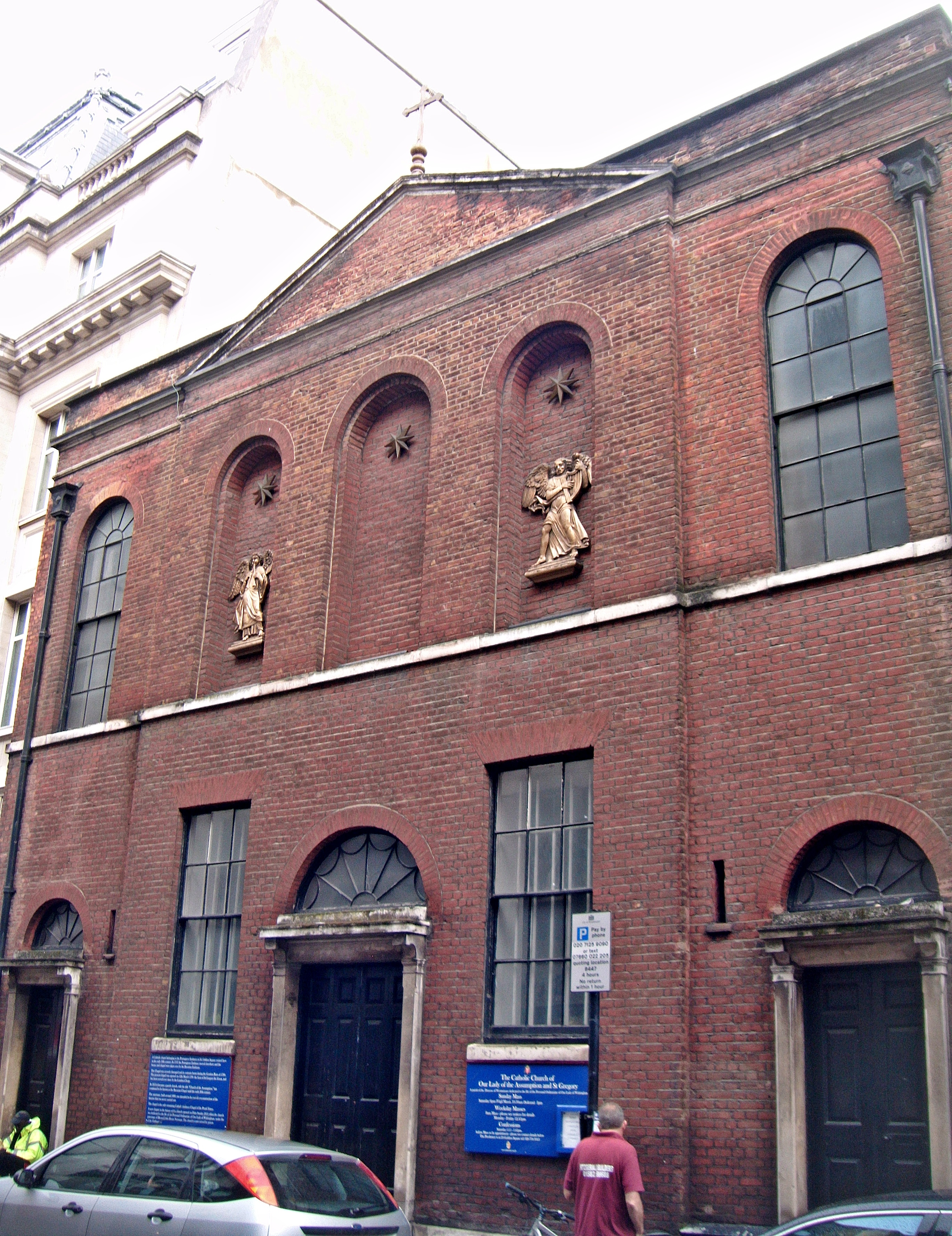
Église de Notre-Dame de l'Assomption et de Saint-Grégoire, à Westminster
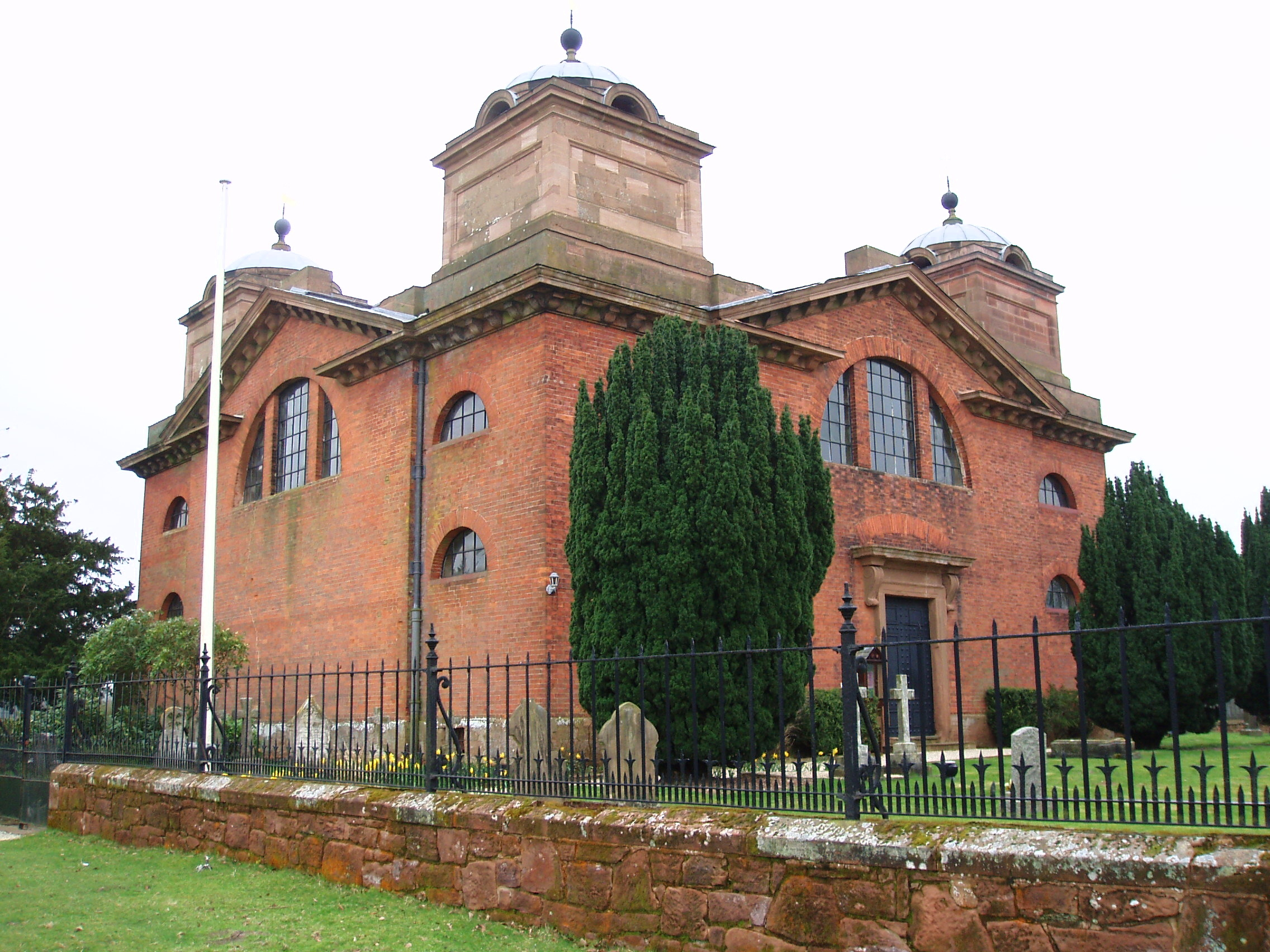
Église Saint-Jacques, sur le terrain de Packington Hall, près de Meriden, Warwickshire

## Source
- (en) Cet article est partiellement ou en totalité issu de l’article de Wikipédia en anglais intitulé « Joseph Bonomi the Elder » (voir la liste des auteurs).